# Phanotea orestria
Espèce
Phanotea orestria est une espèce d'araignées aranéomorphes de la famille des Zoropsidae.

## Distribution
Cette espèce est endémique du Cap-Occidental en Afrique du Sud,. Elle se rencontre à Cederberg.

## Publication originale
- Griswold, 1994 : A revision and phylogenetic analysis of the spider genus Phanotea Simon (Araneae, Lycosoidea). Annales, Musée Royal de l'Afrique Centrale, Sciences zoologiques, vol. 273, p. 1-83.